# Mistrovství světa v cyklokrosu
Mistrovství světa v cyklokrosu se poprvé konalo v r. 1950 ve Francii. Šampionát pořádá Mezinárodní cyklistická unie (UCI).
Do roku 1966 závodili profesionálové a amatéři společně. V letech 1967–1993 byli rozděleni do dvou kategorií. Pro roky 1994 a 1995 byli opět sloučeny jako otevřené (open) mistrovství. Mimo ně byla od roku 1979 vytvořena nová kategorie juniorů. Od roku 1996 kategorie amatérů zanikla a místo ní vznikla kategorie mužů do 23 let. Od roku 2000 se pravidelně koná v rámci mistrovství závod žen. V roce 2016 byl do programu poprvé zařazen i závod žen do 23 let. Od roku 2023 je součástí MS závod šestičlenných smíšených štafet. 

## Kategorie závodů
- Mistrovství světa v cyklokrosu mužů nebo mužů elite – od r. 1950
- Mistrovství světa v cyklokrosu amatérů – v letech 1967 až 1993
- Mistrovství světa v cyklokrosu do 23 let – od r. 1996
- Mistrovství světa v cyklokrosu juniorů – od r. 1980
- Mistrovství světa v cyklokrosu žen – od r. 2000
- Mistrovství světa v cyklokrosu žen do 23 let – od r. 2016
- Mistrovství světa v cyklokrosu národních týmů – smíšených štafet – od r. 2023 (pilotní neofic. 2022)[3][4]

## Přehled ročníků
| Poř. | Rok     | Město               | Země                   |
| ---- | ------- | ------------------- | ---------------------- |
| 1.   | MS 1950 | Paříž               | Francie                |
| 2.   | MS 1951 | Lucemburk           | Lucembursko            |
| 3.   | MS 1952 | Ženeva              | Švýcarsko              |
| 4.   | MS 1953 | Oñati               | Španělsko              |
| 5.   | MS 1954 | Gallarate           | Itálie                 |
| 6.   | MS 1955 | Saarbrücken         | Sársko                 |
| 7.   | MS 1956 | Lucemburk           | Lucembursko            |
| 8.   | MS 1957 | Edelare             | Belgie                 |
| 9.   | MS 1958 | Limoges             | Francie                |
| 10.  | MS 1959 | Ženeva              | Švýcarsko              |
| 11.  | MS 1960 | Tolosa              | Španělsko              |
| 12.  | MS 1961 | Hannover            | Západní Německo        |
| 13.  | MS 1962 | Esch-sur-Alzette    | Lucembursko            |
| 14.  | MS 1963 | Calais              | Francie                |
| 15.  | MS 1964 | Overboelare         | Belgie                 |
| 16.  | MS 1965 | Cavaria             | Itálie                 |
| 17.  | MS 1966 | Beasain             | Španělsko              |
| 18.  | MS 1967 | Curych              | Švýcarsko              |
| 19.  | MS 1968 | Lucemburk           | Lucembursko            |
| 20.  | MS 1969 | Magstadt            | Západní Německo        |
| 21.  | MS 1970 | Zolder              | Belgie                 |
| 22.  | MS 1971 | Apeldoorn           | Nizozemsko             |
| 23.  | MS 1972 | Praha               | Československo         |
| 24.  | MS 1973 | Londýn              | Velká Británie         |
| 25.  | MS 1974 | Vera de Bidasoa     | Španělsko              |
| 26.  | MS 1975 | Melchnau            | Švýcarsko              |
| 27.  | MS 1976 | Chazay-d'Azergues   | Francie                |
| 28.  | MS 1977 | Hannover            | Západní Německo        |
| 29.  | MS 1978 | Amorebieta          | Španělsko              |
| 30.  | MS 1979 | Saccolongo          | Itálie                 |
| 31.  | MS 1980 | Wetzikon            | Švýcarsko              |
| 32.  | MS 1981 | Tolosa              | Španělsko              |
| 33.  | MS 1982 | Lanarvily           | Francie                |
| 34.  | MS 1983 | Birmingham          | Velká Británie         |
| 35.  | MS 1984 | Oss                 | Nizozemsko             |
| 36.  | MS 1985 | Mnichov             | Západní Německo        |
| 37.  | MS 1986 | Lembeek             | Belgie                 |
| 38.  | MS 1987 | Mladá Boleslav      | Československo         |
| 39.  | MS 1988 | Hägendorf           | Švýcarsko              |
| 40.  | MS 1989 | Pontchâteau         | Francie                |
| 41.  | MS 1990 | Getxo               | Španělsko              |
| 42.  | MS 1991 | Gieten              | Nizozemsko             |
| 43.  | MS 1992 | Leeds               | Velká Británie         |
| 44.  | MS 1993 | Azzano Decimo       | Itálie                 |
| 45.  | MS 1994 | Koksijde            | Belgie                 |
| 46.  | MS 1995 | Eschenbach          | Švýcarsko              |
| 47.  | MS 1996 | Montreuil           | Francie                |
| 48.  | MS 1997 | Mnichov             | Německo                |
| 49.  | MS 1998 | Middelfart          | Dánsko                 |
| 50.  | MS 1999 | Poprad              | Slovensko              |
| 51.  | MS 2000 | Sint-Michielsgestel | Nizozemsko             |
| 52.  | MS 2001 | Tábor               | Česko                  |
| 53.  | MS 2002 | Zolder              | Belgie                 |
| 54.  | MS 2003 | Monopoli            | Itálie                 |
| 55.  | MS 2004 | Pontchâteau         | Francie                |
| 56.  | MS 2005 | St. Wendel          | Německo                |
| 57.  | MS 2006 | Zeddam              | Nizozemsko             |
| 58.  | MS 2007 | Hooglede            | Belgie                 |
| 59.  | MS 2008 | Treviso             | Itálie                 |
| 60.  | MS 2009 | Hoogerheide         | Nizozemsko             |
| 61.  | MS 2010 | Tábor               | Česko                  |
| 62.  | MS 2011 | St. Wendel          | Německo                |
| 63.  | MS 2012 | Koksijde            | Belgie                 |
| 64.  | MS 2013 | Louisville          | USA                    |
| 65.  | MS 2014 | Hoogerheide         | Nizozemsko             |
| 66.  | MS 2015 | Tábor               | Česko                  |
| 67.  | MS 2016 | Heusden-Zolder      | Belgie                 |
| 68.  | MS 2017 | Sanem               | Lucembursko            |
| 69.  | MS 2018 | Valkenburg          | Nizozemsko             |
| 70.  | MS 2019 | Bogense             | Dánsko                 |
| 71.  | MS 2020 | Dübendorf           | Švýcarsko              |
| 72.  | MS 2021 | Ostende             | Belgie                 |
| 73.  | MS 2022 | Fayetteville        | Spojené státy americké |
| 74.  | MS 2023 | Hoogerheide         | Nizozemsko             |
| 75.  | MS 2024 | Tábor               | Česko                  |
| 76.  | MS 2025 | Liévin              | Francie                |

## Československá a česká stopa

### Československá stopa v cyklokrosu na MS (muži – amatéři)
| Poř.   | Jméno              | Zlato            | Stříbro          | Bronz   | Celkem |
| ------ | ------------------ | ---------------- | ---------------- | ------- | ------ |
| 1.     | Miloš Fišera       | MS 1981, MS 1982 | MS 1972          | 0       | 3      |
| 2.     | Vojtěch Červínek   | 0                | 0                | MS 1977 | 1      |
| 3.     | Radomír Šimůnek    | MS 1983, MS 1984 | MS 1982, MS 1989 | 0       | 4      |
| 4.     | Miloslav Kvasnička | 0                | MS 1984, MS 1990 | 0       | 2      |
| 5.     | Roman Kreuziger    | 0                | 0                | MS 1987 | 1      |
| 6.     | František Klouček  | 0                | MS 1987          | 0       | 1      |
| 7.     | Karel Camrda       | MS 1988          | 0                | 0       | 1      |
| 8.     | Ondrej Glajza      | MS 1989          | 0                | 0       | 1      |
| 9.     | Petr Klouček       | 0                | 0                | MS 1983 | 1      |
| Celkem | Celkem             | 6                | 6                | 3       | 15     |

### Československá a česká stopa v cyklokrosu na MS (muži – elite)
| Poř.   | Jméno           | Zlato                     | Stříbro          | Bronz | Celkem |
| ------ | --------------- | ------------------------- | ---------------- | ----- | ------ |
| 1.     | Radomír Šimůnek | MS 1991                   | 0                | 0     | 1      |
| 2.     | Karel Camrda    | 0                         | MS 1992          | 0     | 1      |
| 3.     | Petr Dlask      | 0                         | MS 2001          | 0     | 1      |
| 4.     | Zdeněk Štybar   | MS 2010, MS 2011, MS 2014 | MS 2008, MS 2009 | 0     | 5      |
| Celkem | Celkem          | 4                         | 4                | 0     | 8      |

### Česká stopa v cyklokrosu na MS (muži do 23 let)
| Poř.   | Jméno           | Zlato            | Stříbro | Bronz   | Celkem |
| ------ | --------------- | ---------------- | ------- | ------- | ------ |
| 1.     | Zdeněk Mlynář   | 0                | 0       | MS 1996 | 1      |
| 2.     | Petr Dlask      | 0                | 0       | MS 1998 | 1      |
| 3.     | David Kášek     | 0                | 0       | MS 2001 | 1      |
| 4.     | Tomáš Trunschka | 0                | MS 2001 | MS 2002 | 2      |
| 5.     | Martin Zlámalík | 0                | 0       | MS 2004 | 1      |
| 6.     | Zdeněk Štybar   | MS 2005, MS 2006 | 0       | 0       | 2      |
| 7.     | Radomír Šimůnek | 0                | MS 2005 | 0       | 1      |
| 8.     | Karel Hník      | 0                | 0       | MS 2011 | 1      |
| 9.     | Adam Ťoupalík   | 0                | MS 2016 | 0       | 1      |
| Celkem | Celkem          | 2                | 3       | 6       | 11     |

### Československá a česká stopa v cyklokrosu na MS (junioři)
| Poř.   | Jméno              | Zlato   | Stříbro | Bronz            | Celkem |
| ------ | ------------------ | ------- | ------- | ---------------- | ------ |
| 1.     | Radomír Šimůnek    | MS 1980 | 0       | 0                | 1      |
| 2.     | Miloslav Kvasnička | 0       | MS 1981 | 0                | 1      |
| 3.     | Radovan Fořt       | 0       | 0       | MS 1982          | 1      |
| 4.     | Roman Kreuziger    | MS 1983 | 0       | 0                | 1      |
| 5.     | Ondrej Glajza      | MS 1984 | 0       | 0                | 1      |
| 6.     | Peter Hric         | 0       | 0       | MS 1983          | 1      |
| 7.     | Richard Koberna    | 0       | 0       | MS 1984          | 1      |
| 8.     | Tomáš Port         | 0       | 0       | MS 1987          | 1      |
| 9.     | Daniel Rech        | 0       | 0       | MS 1988          | 1      |
| 10.    | Ondřej Lukeš       | MS 1991 | 0       | 0                | 1      |
| 11.    | Jiří Pospíšil      | 0       | MS 1991 | 0                | 1      |
| 12.    | Vojtěch Bachleda   | 0       | MS 1992 | 0                | 1      |
| 13.    | Jaromír Friede     | 0       | MS 1993 | 0                | 1      |
| 14.    | Jan Faltýnek       | 0       | 0       | MS 1992          | 1      |
| 15.    | Kamil Ausbuher     | MS 1993 | MS 1994 | 0                | 2      |
| 16.    | Zdeněk Mlynář      | MS 1995 | 0       | 0                | 1      |
| 17.    | David Kášek        | 0       | 0       | MS 2000          | 1      |
| 18.    | Jan Kunta          | 0       | 0       | MS 2001          | 1      |
| 19.    | Martin Bína        | MS 2001 | 0       | 0                | 1      |
| 20.    | Radomír Šimůnek    | 0       | MS 2001 | 0                | 1      |
| 21.    | Zdeněk Štybar      | 0       | 0       | MS 2002, MS 2003 | 2      |
| 22.    | Roman Kreuziger    | 0       | MS 2004 | 0                | 1      |
| 23.    | Jiří Polnický      | 0       | 0       | MS 2007          | 1      |
| 24.    | Lubomír Petruš     | 0       | 0       | MS 2008          | 1      |
| 25.    | Tomáš Paprstka     | MS 2010 | 0       | 0                | 1      |
| 26.    | Adam Ťoupalík      | 0       | 0       | MS 2013          | 1      |
| 27.    | Tomáš Kopecký      | 0       | MS 2018 | 0                | 1      |
| 28.    | Kryštof Bažant     | 0       | 0       | MS 2024          | 1      |
| Celkem | Celkem             | 8       | 8       | 14               | 30     |

### Česká stopa v cyklokrosu na MS (ženy)
| Poř.   | Jméno         | Zlato | Stříbro | Bronz            | Celkem |
| ------ | ------------- | ----- | ------- | ---------------- | ------ |
| 1.     | Kateřina Nash | 0     | 0       | MS 2011, MS 2017 | 2      |
| Celkem | Celkem        | 0     | 0       | 2                | 2      |

### Česká stopa v cyklokrosu na MS (ženy do 23 let)
| Poř.   | Jméno             | Zlato | Stříbro | Bronz   | Celkem |
| ------ | ----------------- | ----- | ------- | ------- | ------ |
| 1.     | Nikola Nosková    | 0     | MS 2016 | 0       | 1      |
| 2.     | Kristýna Zemanová | 0     | MS 2024 | MS 2023 | 2      |
| Celkem | Celkem            | 0     | 2       | 1       | 3      |